# Кабаченко, Владимир Викторович
Владимир Викторович Кабаченко (укр. Володимир Вікторович Кабаченко; род. 1 июля 1987 года) — украинский предприниматель, политик. Народный депутат Украины IX созыва.

## Биография

### Образование
Окончил факультет промышленного и гражданского строительства Приднепровской государственной академии строительства и архитектуры, факультет управления предприятием Университета IFAG (София, Болгария).

### Трудовая деятельность
С 2011 по 2014 год — менеджер проекта по строительству ветровой станции французской компании «Бетен».
С 2014 по 2015 год — начальник отдела реализации энергоэффективных проектов НАК «Нафтогаз».
Менеджер проектов в области геотермальной энергетики компании Burisma.

## Политическая деятельность
Кандидат в народные депутаты от партии ВО «Батькивщина» на парламентских выборах 2019 года, № 23 в списке. На время выборов: физическое лицо-предприниматель, беспартийный. Проживает в городе Каменское Днепропетровской области.
Секретарь Комитета Верховной Рады по вопросам антикоррупционной политики.
Заместитель члена Украинской части Парламентского комитета ассоциации, заместитель руководителя группы по межпарламентским связям с Республикой Кипр.